# Żbiki-Antosy
Żbiki-Antosy – kolonia w Polsce, w województwie mazowieckim, w powiecie przasnyskim, w gminie Krasne.
Kolonia wchodzi w skład sołectwa Żbiki-Gawronki.
Do 2023 miejscowość była częścią wsi Żbiki-Gawronki.
W latach 1975–1998 miejscowość administracyjnie należała do województwa ciechanowskiego.